# Накауми
Накауми (на японски: 中海, по английската Система на Хепбърн Nakaumi) е солено езеро разположено между префектури Шимане и Тотори, Япония. Езерото е затворено между полуостровите Шимане на север и Яумигахама на изток. Накауми свързва езеро Шинджи (宍道湖 Shinji-ko) и Японско море. Това е петото по големина на площта езеро в Япония.
В него има два големи острова Дайкон и Ешима. Има мостове и пътища минаващи през островите, които свързват източния и западния бряг на Накауми.
Накауми е солено езеро (бракично езеро), защото е свързано с Японско море през малкия канал Сакай.
Името му буквално означава „средно море“. Въпреки че е езеро, Накауми вероятно е наречено море заради солената си вода и близостта си до морето.